# Båtsfjords socken
Båtsfjords socken (norska: Båtsfjord sokn) är en församling i Varangers prosteri i Nord-Hålogalands stift inom Norska kyrkan. Församlingen omfattar Båtsfjords kommun i Finnmark fylke i norra Norge.

## Kyrkor
- Båtsfjords kyrka